# Новоукраинское (Запорожская область)
Новоукраинское (укр. Новоукраїнське) — село,
Новозлатопольский сельский совет,
Гуляйпольский район,
Запорожская область,
Украина.
Код КОАТУУ — 2321884503. Население по переписи 2001 года составляло 45 человек.

## Географическое положение
Село Новоукраинское находится на левом берегу реки Солёная,
выше по течению на расстоянии в 4 км расположено село Ремовка,
ниже по течению примыкает село Степовое.
Река в этом месте пересыхает.

## История
- 1945 г. — хутор Сто-Б переименован в Новоукраинский[3]